# Aggressive Rockproduktionen
Aggressive Rockproduktionen (AGR) est un label discographique allemand de punk rock, anciennement basé à Berlin-Ouest, actif entre 1980 et 2001.

## Histoire
Le label, fondé par Karl-Ulrich Walterbach (de), commence en 1980 avec les compilations Soundtracks zum Untergang, qui diffusent largement la scène punk allemande. Avec Slime, Toxoplasma et Canal Terror, le label signe bientôt quelques grands noms de la première scène punk. À partir de 1982, il obtient une licence pour des groupes punk américains tels que Black Flag ou Hüsker Dü de SST Records.
En outre, sortent des copies de licence des Misfits et des formations punk britanniques, Anti-Nowhere League, Peter and the Test Tube Babies, Charged GBH, One Way System et English Dogs. Le label publie Stampede! des Meteors, groupe britannique de psychobilly.
Après la série Underground Hits en 1982 et 1983, ainsi que les compilations DDR von unten avec les groupes punks de la RDA (de) en 1983, l'activité ralentit, se contentant de rééditions. En 2001, le label est vendu à Sanctuary Records.

## Groupes
- Aheads
- Middle Class Fantasies
- Beton Combo
- Sluts
- Slime
- Neurotic Arseholes (de)
- Toxoplasma
- Canal Terror
- Daily Terror (de)
- Notdurft (de)
- Targets (de)
- Boikottz
- Die Seuche (de)
- Die Zusamm-Rottung (de)